# Chapelle du Volto Santo di Gesù Cristo
 (novembre 2018).
Si vous disposez d'ouvrages ou d'articles de référence ou si vous connaissez des sites web de qualité traitant du thème abordé ici, merci de compléter l'article en donnant les références utiles à sa vérifiabilité et en les liant à la section « Notes et références ».
Volto Santo di Gesù Cristo fut la chapelle de la scuola dei Lucchesi à Venise, en Italie.

## Localisation
L'église est située dans le sestiere de Cannaregio.

## Historique

### Schola de la Nathion dei Lucchesi

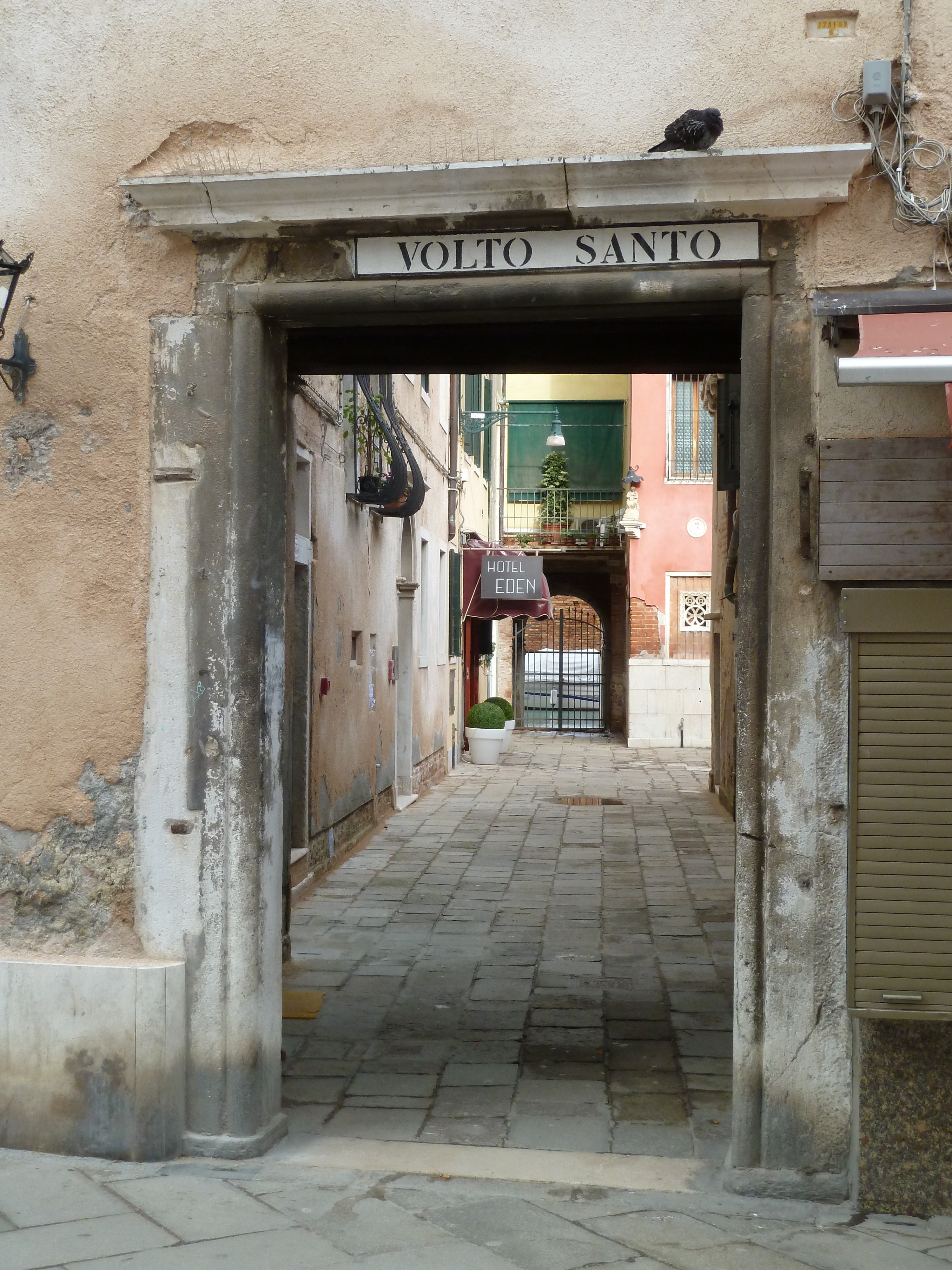
Sotoportego menant à la corte
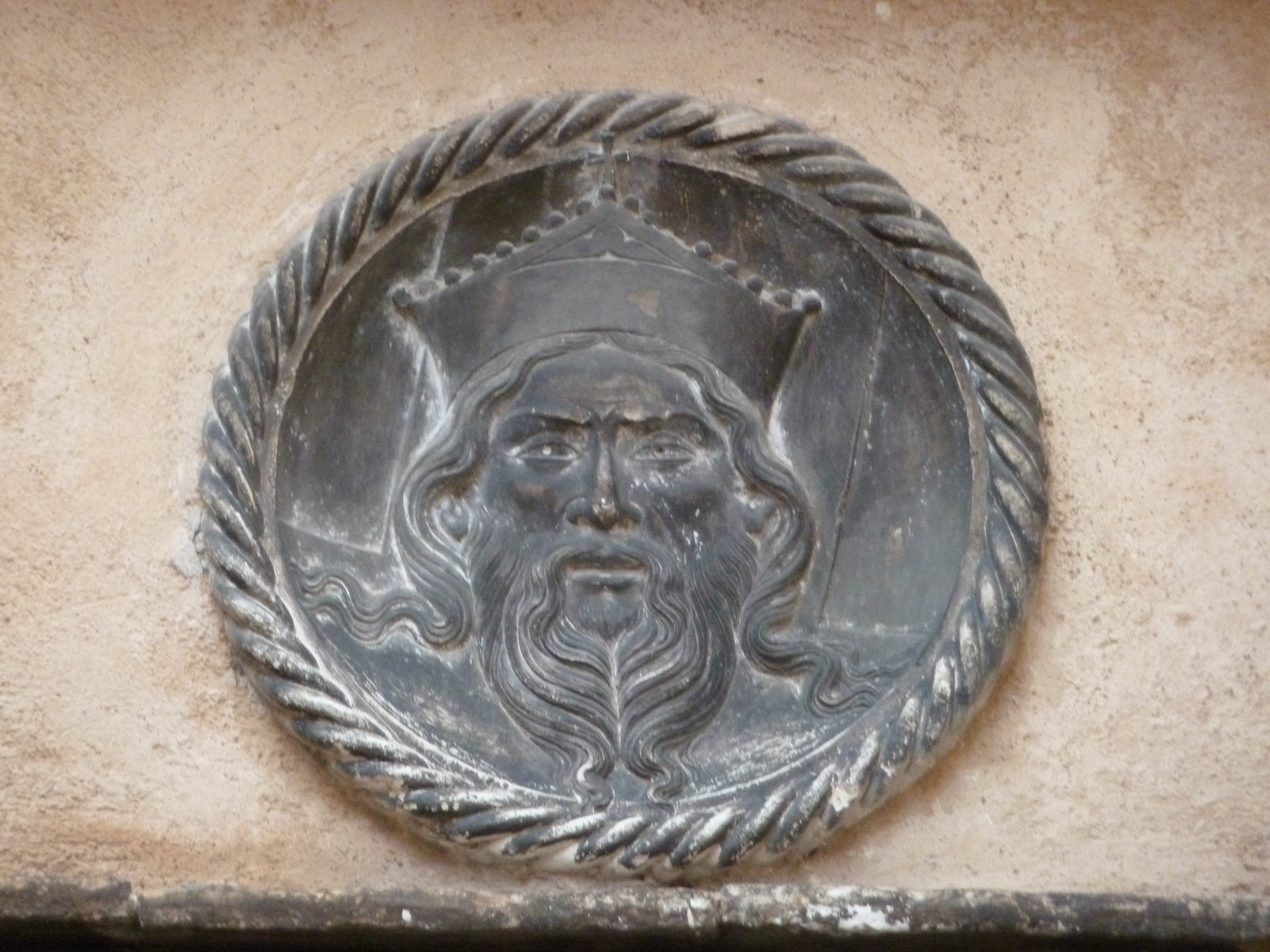
Sainte Face sur la façade intérieure du sotoportego
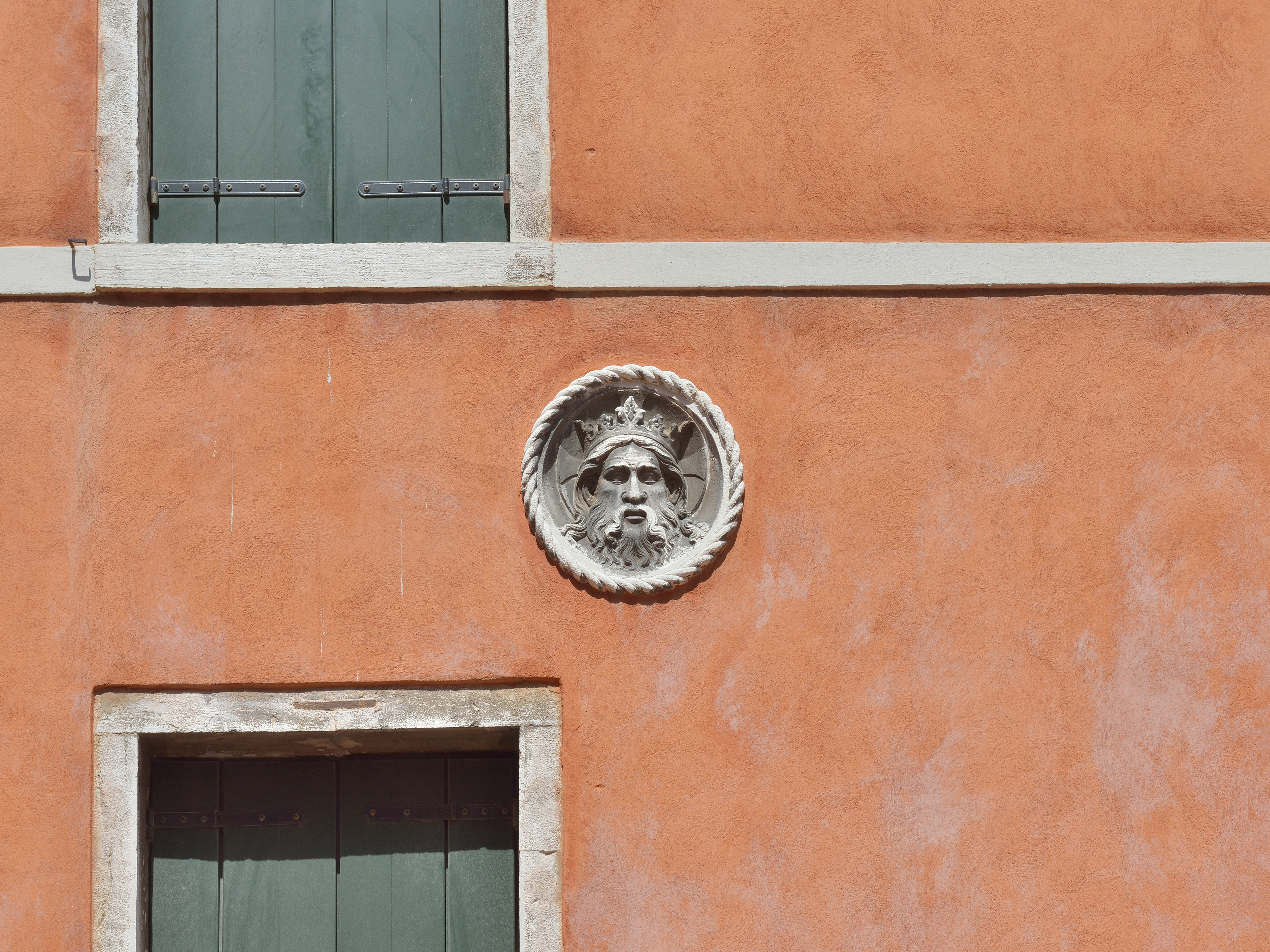
Patera sur la facade de la schola
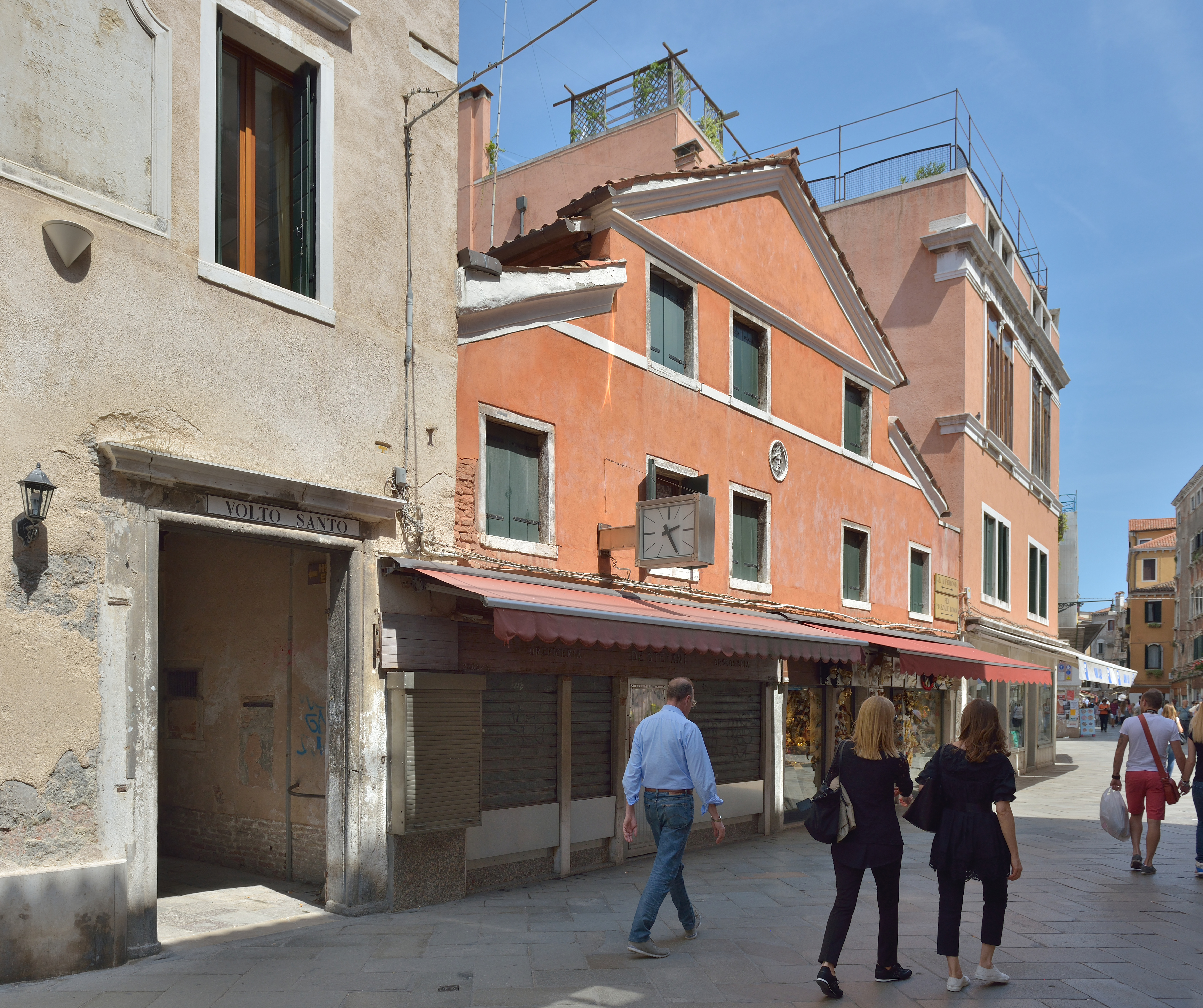
La schola sur le rio terà Maddalena
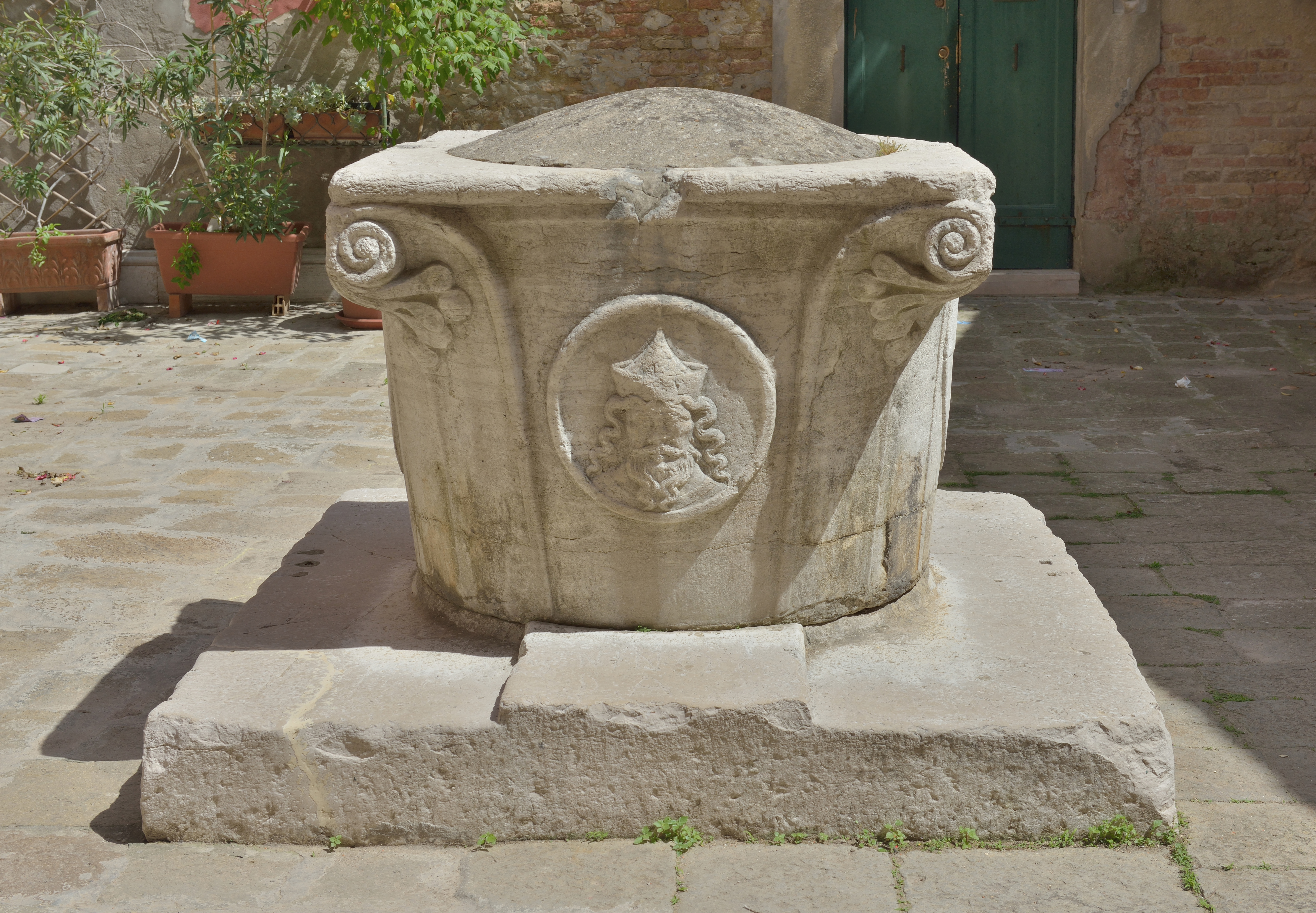
Volto Santo sur la tête de puits
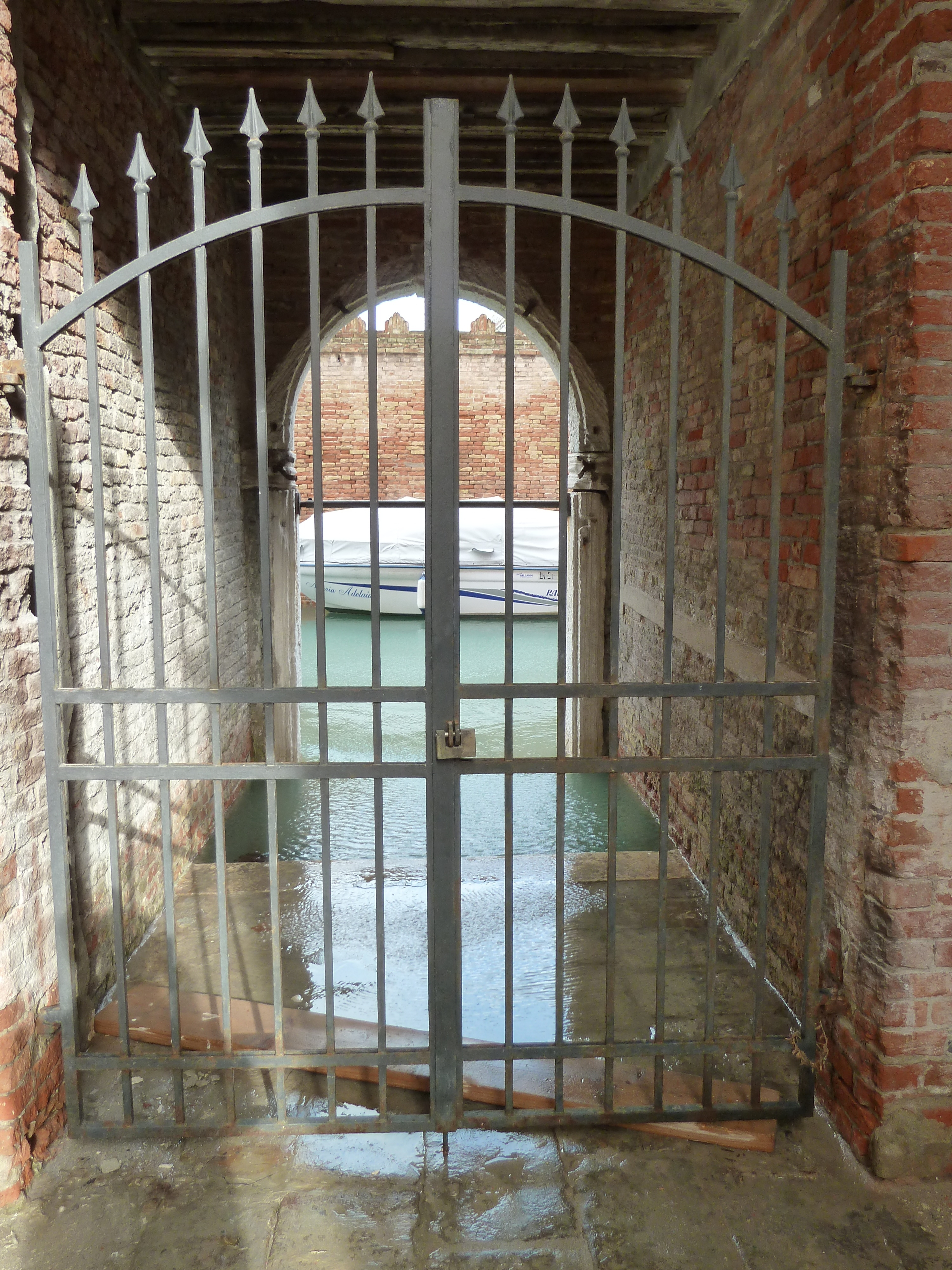
La porte d'eau de la corte
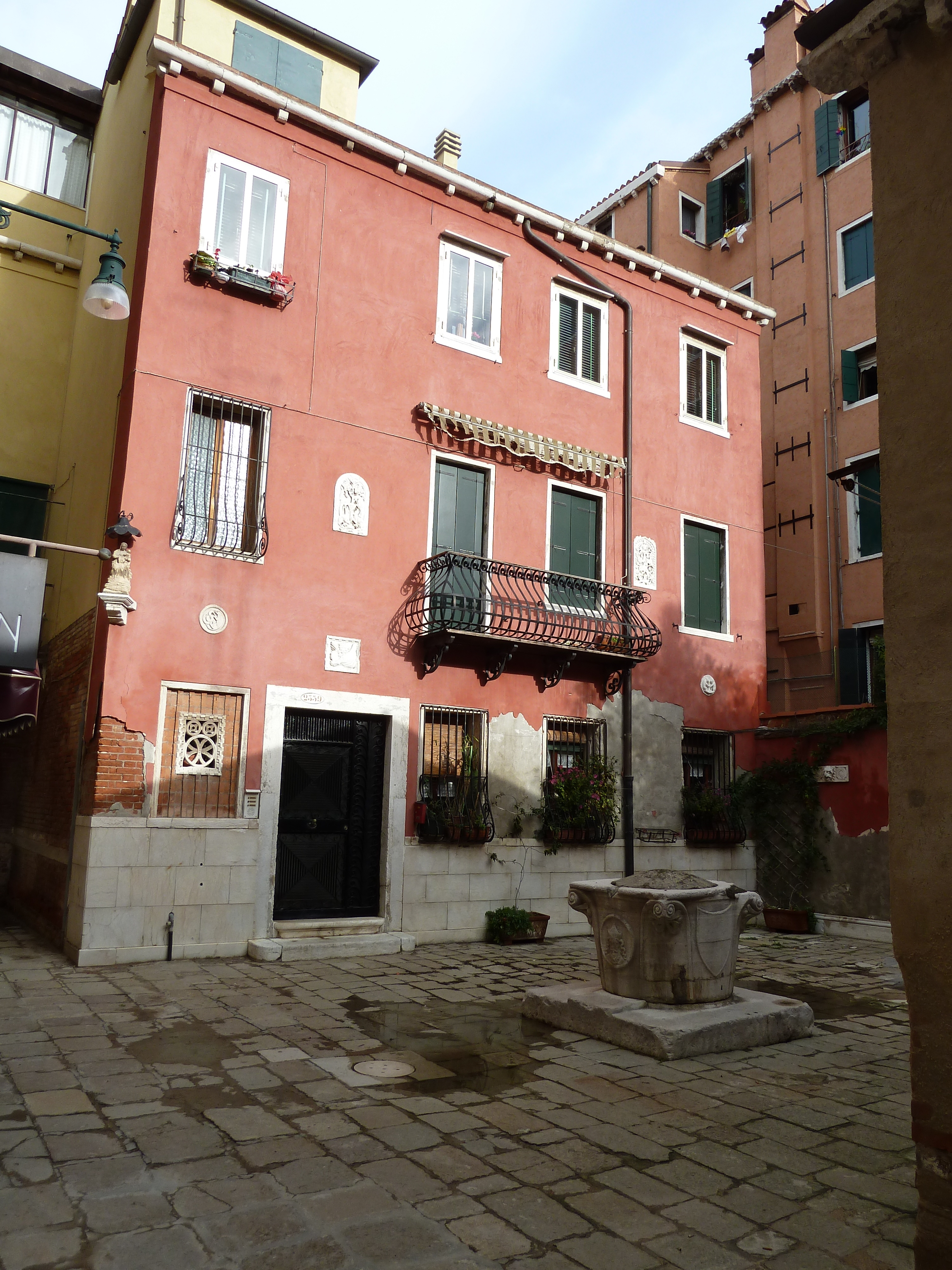
Maisons à l'intérieur de la corte

En 1505, la schola disposait de 17.000 ducats dans les coffres du Monte Vechio. Elle en dépensa 14.000 ducats sous le patronage du Conseil des Dix pour construire sa propre chapelle à l'église des Servi et dix maisons dans sa cour. 